# Bitka pri Green Springu
Bitka pri Green Springu se je odvila v bližini plantaže Green Spring Plantation v okrožju James City v Virginiji med ameriško revolucionarno vojno. 6. julija 1781 je brigadni general "Mad" Anthony Wayne, ki je vodil predhodnico markiza de Lafayetta, v zadnji večji kopenski bitki kampanje v Virginiji pred obleganjem Yorktowna napadel v bližini plantaže britansko vojsko grofa  Charlesa Cornwallisa.
Po mesecu dni pohodov in protipohodov Cornwallisa in Lafayetta v osrednji Virginiji se je Cornwallis konec junija premaknil v Williamsburg, kjer je prejel ukaz, naj se premakne v Portsmouth in pošlje del svoje vojske v New York. Lafayette je Cornwallisu precej tesno sledil, saj ga je prihod okrepitev opogumil in je razmislil o napadih na britanske sile. 4. julija je Cornwallis odšel iz Williamsburga proti Jamestownu, Virginia, in načrtoval prečkanje reke James na poti v Portsmouth. Lafayette je verjel, da lahko med prečkanjem izvede napad na Cornwallisovo zaledno stražo.
Cornwallis je predvidel Lafayettovo idejo in mu pripravil premišljeno past. Generalove sile so bile skoraj ujete v past in le drzen napad z bajoneti proti številčno močnejšim Britancem je njegovim silam omogočil umik. Cornwallis po zmagi ni začel z zasledovanjem, temveč je sledil svojemu načrtu za prečkanje reke. Dejanje je med sodobniki okrepilo prepričanje, da je Wayna upravičeno opisati z vzdevkom "Nor", čeprav so bila mnenja o zaslugah njegovih dejanj deljena. Bojišče je delno ohranjeno, včasih pa se uprizarjajo tudi uprizoritve.